# 小行星65357
小行星65357（65357 Antoniucci）是一颗绕太阳运转的小行星，为主小行星带小行星。该小行星于2002年7月12日发现。
該小行星以義大利天文學家西蒙尼·安東尼奧奇（Simone Antoniucci ）命名。

## 轨道参数
小行星65357的轨道半长轴为2.5256081 UA，离心率为0.117。